# Erythromma
Genre
Erythromma (les naïades) est un genre d'insectes odonates zygoptères (demoiselles) de la famille des Coenagrionidae.

## Liste d'espèces
Selon BioLib (24 janvier 2025) et Catalogue of Life (24 janvier 2025) :
- Erythromma lindenii (Selys, 1840)
- Erythromma najas (Hansemann, 1823)
- Erythromma viridulum (Charpentier 1840)